# Setar
Il Setar (in persiano سه‌تار, da seh, che significa "tre" e tār, cioè "corda") è uno strumento musicale iraniano, membro della famiglia del liuto e che si suona con il dito indice della mano destra. Due secoli e mezzo fa, gli è stata aggiunta una quarta corda. Ha dai 25 ai 27 fregi mobili, fatti solitamente o con intestini animali o seta. Sebbene incerta la data d'invenzione, è noto che fu creato in Persia prima dell'avvento dell'Islam.

## Variante uigura
Il satar (in lingua uigura ساتار; in cinese 萨塔尔) è un importante strumento in 12 muqam. Si tratta di un liuto piegato con 13 corde, di cui una di prua alzata e le altre comprensive, accordate sulla modalità del muqam o del brano in riproduzione.

## Notevoli suonatori di setar

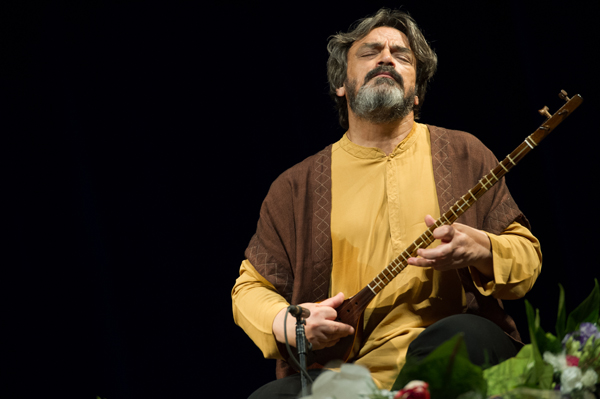
Hossein Alizadeh mentre suona il setar.